# Nalot dywanowy

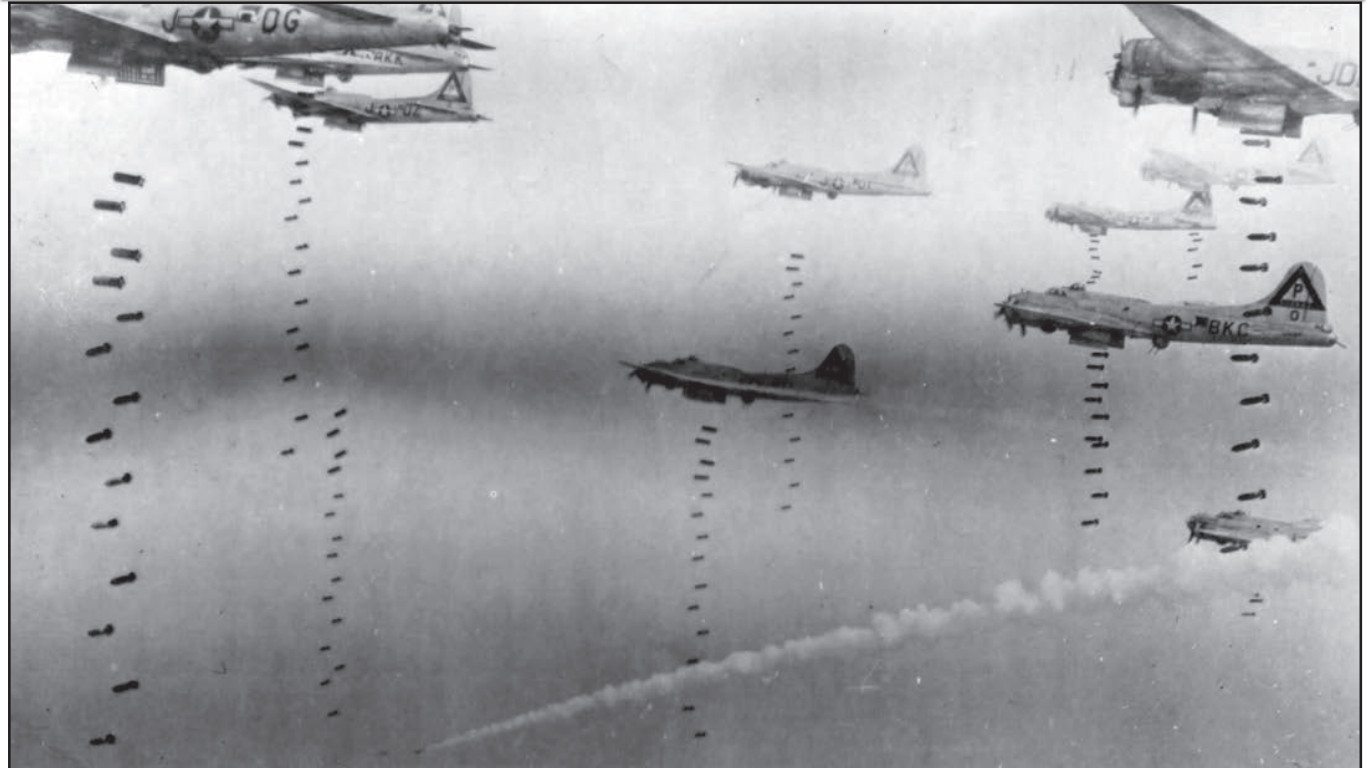
Bombardowanie dywanowe Drezna w 1945

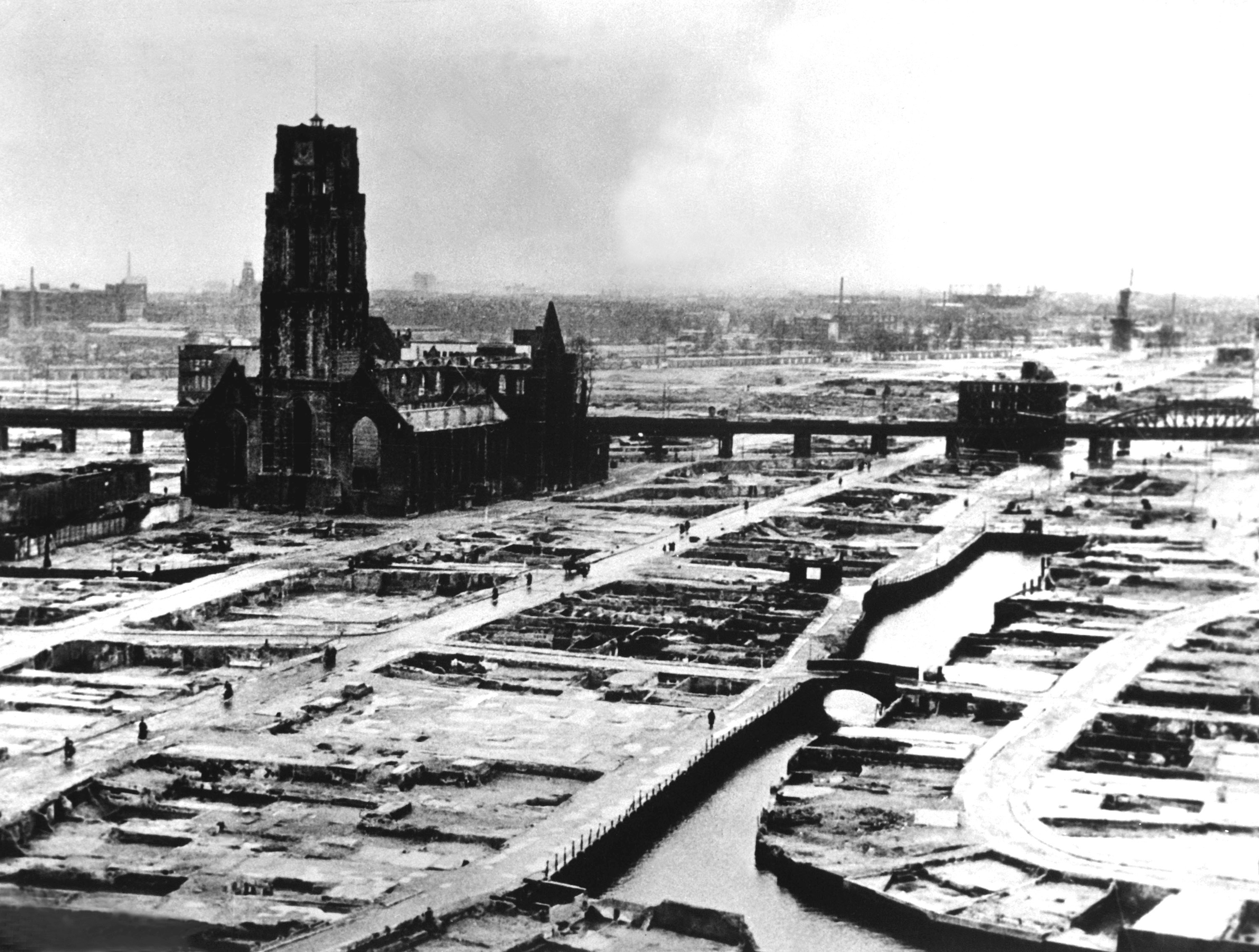
Rotterdam po niemieckim nalocie dywanowym w maju 1940

Nalot dywanowy – atak powietrzny samolotów bombowych, forma bombardowania strategicznego, mająca na celu całkowite zniszczenie wybranego obszaru bez wybierania konkretnych celów. Taktyka stosowana głównie podczas nalotów w II wojnie światowej. Określenie „dywanowy” wzięło się od skojarzenia z dywanem z bomb spadającym na cały bombardowany teren.
Samoloty w trakcie tego typu nalotów leciały blisko siebie na podobnej wysokości, tworząc zwartą „powierzchnię bombardującą” o bardzo dużym rozmiarze (nawet do 15 000 m²). Zrzut bomb następował równocześnie, co gwarantowało równomierne pokrycie bombami wyznaczonego obszaru. W taktyce lotniczej prowadzenie dużych formacji było możliwe dzięki nawigatorom – przewodnikom formacji, pozostałe samoloty formacji zrzucały bomby na sygnał.

## Geneza, zastosowanie, skutki
Taktykę nalotu dywanowego zapoczątkował Legion Condor w czasie wojny domowej w Hiszpanii, później wykorzystała ją Luftwaffe w trakcie ataku na Polskę we wrześniu 1939 roku (bombardując 25 września Warszawę, w niemieckim nalocie na stolicę Polski uczestniczyło wówczas ponad 400 samolotów). Kolejnymi znanymi nalotami Luftwaffe były: atak powietrzny na Rotterdam (maj 1940) już po kapitulacji armii holenderskiej wobec Niemiec, zmasowane naloty na Londyn (zapoczątkowane 7 września 1940), nalot na Coventry 14 listopada 1940 i naloty na Belgrad 6 i 7 kwietnia 1941 w czasie agresji na Bałkany.
Pierwszym nalotem dywanowym RAF był nalot na Lubekę 28 marca 1942. Od roku 1943 RAF i USAAF rozpoczęły ofensywę powietrzną na Trzecią Rzeszę siłami nawet ponad 1000 samolotów w jednym nalocie. Samoloty RAF-u z reguły prowadziły naloty nocne (bombowce brytyjskie były przystosowane do nalotów nocnych), natomiast siły USAAF-u naloty dzienne.
Nalot dywanowy z największą liczbą ofiar (i w ogóle najbardziej niszczycielski atak lotniczy w historii) miał miejsce nocą z 9 na 10 marca 1945 roku nad Tokio, gdzie 329 samolotów B-29 Superfortress zrzuciło blisko dwa tysiące ton bomb, z czego większość (1667 ton) stanowiły bomby zapalające M-69. Intensywne pożary przekształciły się w burzę ogniową. Zginęło i zmarło od oparzeń około 100 000 osób.
Najbardziej niszczycielski nalot dywanowy w Europie przeprowadziły brytyjskie siły powietrzne w nocy z 13 na 14 lutego 1945 roku, bombardując Drezno. 770 bombowców Avro Lancaster i 600 bombowców B-17 Flying Fortress doprowadziło do śmierci około 25–30 tysięcy ludzi (mieszkańców i uchodźców). I tu, podobnie jak w Tokio, w czasie nalotu i w burzy ogniowej zniszczona została duża część miasta.

Powojenne szacunki aliantów podawały, że jedna trzecia ludności Niemiec ucierpiała bezpośrednio wskutek bombardowań, około 14 milionów ludzi straciło majątek, ponad 20 milionów zostało na jakiś czas pozbawionych elektryczności, gazu lub wody, 5 milionów musiało się ewakuować. Zniszczeniu uległa jedna czwarta mieszkań. Zginęło około 305 tysięcy osób

### Miasta – ofiary nalotów dywanowych
| Miasto    | Sprawcy nalotu dywanowego           | Data                   | Konflikt                |
| --------- | ----------------------------------- | ---------------------- | ----------------------- |
| Guernica  | III Rzesza (Legion Condor)          | 26 kwietnia 1937       | Hiszpańska wojna domowa |
| Wieluń    | III Rzesza                          | 1 września 1939        | II wojna światowa       |
| Frampol   | III Rzesza                          | 13 września 1939       | II wojna światowa       |
| Warszawa  | III Rzesza                          | 25 września 1939       | II wojna światowa       |
| Rotterdam | III Rzesza                          | 14 maja 1940           | II wojna światowa       |
| Coventry  | III Rzesza                          | 14 listopada 1940      | II wojna światowa       |
| Belgrad   | III Rzesza                          | 6–8 kwietnia 1941      | II wojna światowa       |
| Lubeka    | Wielka Brytania                     | 28–29 marca 1942       | II wojna światowa       |
| Kolonia   | Wielka Brytania                     | 31 maja 1942           | II wojna światowa       |
| Hamburg   | Wielka Brytania · Stany Zjednoczone | lipiec – sierpień 1943 | II wojna światowa       |
| Drezno    | Wielka Brytania · Stany Zjednoczone | 13–14 lutego 1945      | II wojna światowa       |
| Pforzheim | Wielka Brytania                     | 23 lutego 1945         | II wojna światowa       |
| Osaka     | Stany Zjednoczone                   | 1945                   | II wojna światowa       |
| Tokio     | Stany Zjednoczone                   | 10 marca 1945          | II wojna światowa       |
| Yokohama  | Stany Zjednoczone                   | 29 maja 1945           | II wojna światowa       |
| Shizuoka  | Stany Zjednoczone                   | 19 czerwca 1945        | II wojna światowa       |
| Sinŭiju   | Stany Zjednoczone                   | 3 listopada 1950(dts)  | Wojna koreańska         |
| Kanggye   | Stany Zjednoczone                   | 5 listopada 1950(dts)  | Wojna koreańska         |